# バッチャ・バーズィー

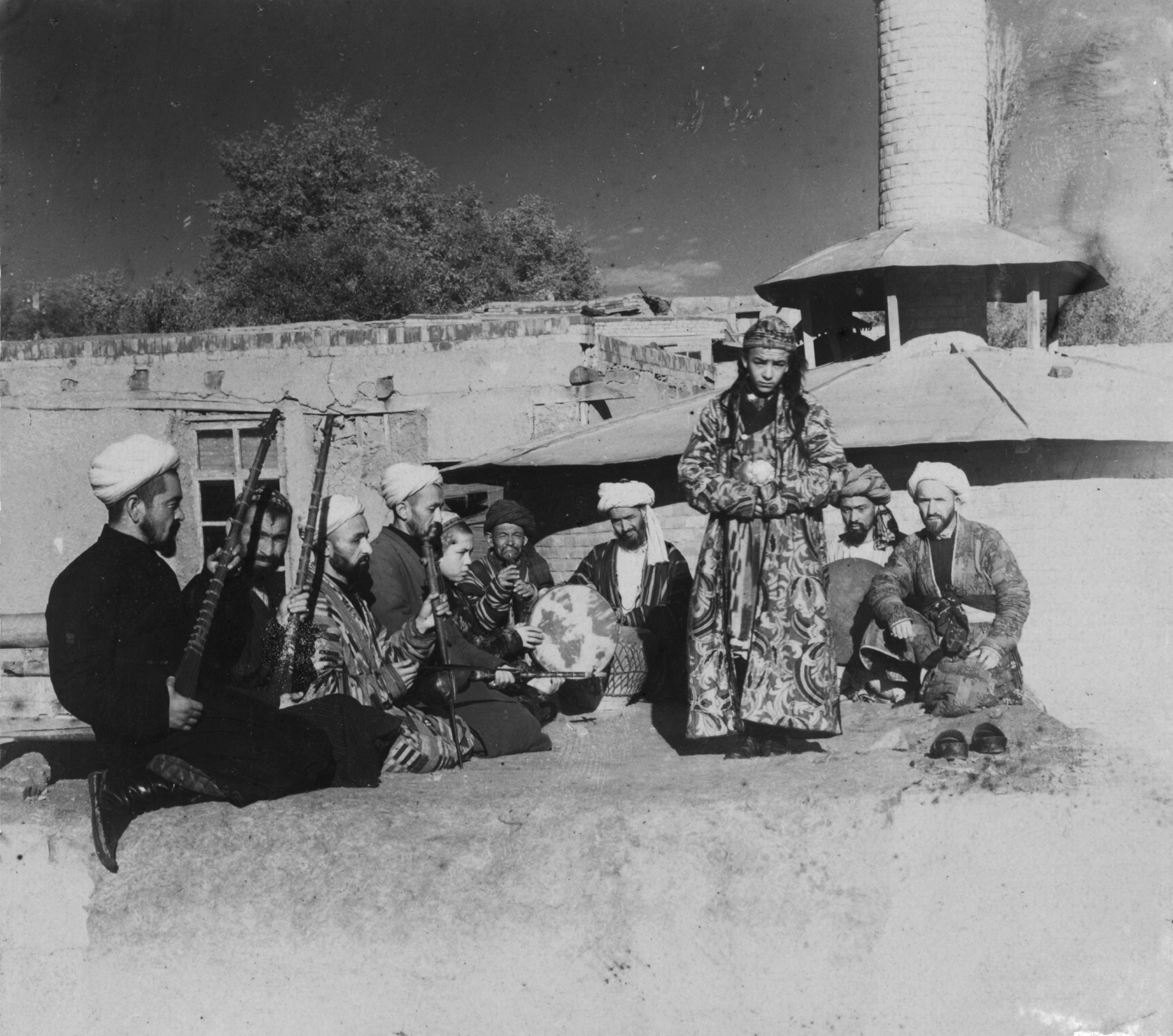
踊る少年。現ウズベキスタン領内 (ca. 1905–1915).

アフガニスタンにおいて、バッチャ・バーズィー（ダリー語: بچه بازی, DMG方式: bačča bāzī, 文字どおりの意味は「子ども遊び」بچه bačča, "child", および بازی bāzī, "game"）とは、同性愛的な小児性愛や少年愛をその意味内容の中に含む、幅広い意味合いを持つスラングである。バッチャ・バーズィー行為を行う主体は、一般的に、バッチャ・バズ（ Bacha Baz ）と呼ばれる。
日本語表記では「バチャ・バジ」と書かれることがある。

## 概要
バッチャ・バーズィーは、思春期前の少年から思春期の少年が、裕福で権勢のある男の娯楽もしくは性的行為のために売られるという、ある程度の児童ポルノ、性奴隷、児童買春を含む場合がある。バッチャ・バーズィーは歴史を通じて中央アジアや南アジアに存在した。 
アフガニスタンやパキスタンの一部地域では現代においてもバッチャ・バーズィーが横行している。アフガニスタンでは1996年から2001年まで続いたターリバーン政権下において、バッチャ・バーズィーは同性愛とみなされ死刑とされていたが、多国籍軍の侵攻による政権崩壊後は取り締まりが緩くなり、再び行われるようになった  。アフガニスタン・イスラム共和国の支配下においても、男児を躍らせる行為は、「シャリーアに背き、民法典にも違反する」として違法であるが、加害者が権力者や政府関係者である場合にはめったに罰せられることがないばかりか、警察まで関連犯罪の共犯となっていた。一方でアフガニスタンの警察官らは、バッチャ・バーズィー関連行為の関係者が、往々にして、かつての北部同盟の司令官らのように、権力をもち重武装した軍閥の頭目であったりするため、そのような暴力を止められないと主張する。また、多くの政府高官はバッチャ・バーズィを行っており、仲間から起訴されることはめったにない。 バッチャ・バーズィーの関係者は法執行機関や検察官、裁判官に賄賂を支払ったか、彼らと密接な関係があり、事実上起訴を免除されていた。アフガニスタンに侵攻した米軍は、同盟軍の将兵が行うバッチャ・バーズィーを "boy play" と呼び、黙認していた。米軍はこれを否定する一方で、責任の多くは地元のアフガニスタン政府にあると主張した。このような事件は、主にヘルマンド州、ウルーズガーン州、バグラーン州で起きているとされる。 

## 歴史
バッチャ・バーズィーは、中央アジアで古代より広く受け入れられていた少年愛の一種である。しかしながら、第一次世界大戦を境に大きな町では廃れてしまった。その理由を歴史家のアンソニー・シャイは次のように述べる「ヴィクトリア朝時代の潔癖主義や、ロシア、イギリス、フランスといった植民地をたくさん抱えた列強がこのような風習を強く拒否したこと、また、西洋の価値観を吸収した植民地エリートもこのような風習を否定したからである。」
中央アジアを旅行した西洋人による「バッチャ」の報告は、数あまたある。1872年から1873年にかけてトルキスタンを訪れたユージーン・スカイラーは、「外国では女の子に対して施されているような、特別な踊りの訓練が、当地では男の子に対して施されている。中央アジア社会の倫理観は、状況が変わってもほとんど改善しない。」と観察している。彼がそこで見た踊りは、「決して下品ではなかったものの、しばしば非常に扇情的なものであった」という。この時点で、すでに、お上からはそのような踊りを禁止するというお触れが発せられていた。スカイラーは次のように書いている。
「バッチャ」と呼ばれる稚児踊りは、とりわけブハラとその近隣のサマルカンドで流行しているが、中央アジアで人が集まる町々全体で認知されている制度である。コーカンド汗国では、人前でおおっぴらに踊ることがここ何年間か禁止されている－－以前の淫蕩なハーン殿は最近になって徳が高くて厳格なハーンと見せかけたがっているのだ・・・。タシュケントでは、稚児踊りが1872年まで盛んに行われていた。あの年にはひどくコレラが流行して、それに影響されたムッラーが、踊りはコーランが認めるところに反すると宣言したのだ。それに、ロシア当局も夏の間、公の場で踊りを踊ることの禁止を、現地の住民の指導者へ要求した。
スカイラーは、サルト人たちのバゼム踊り（ bazem ）への熱中があまりにもすごいので、禁令はかろうじて一年もったに過ぎなかったと述べている。彼はさらに、踊り子たちが受ける尊敬と愛情についても記述している。
これらの踊り子たちは、非常に尊敬を集めていて、それはまるで我が国で偉大な歌手や芸術家が受ける尊敬と同じくらいだ。彼らの一挙手一投足に注目と称賛が集まる。群衆がみな、踊り子たちをむさぼるように見つめ、一ステップごとに手を打って拍子をとっている。これほどまでに人々が息をひそめて何かに関心を持つということを、私はこれまで見たことがない。もし踊り子が恭しく茶碗に一杯の茶をすすめるようなことがあったら、すすめられた男は立ち上がって深いお辞儀をして受け取り、空の茶碗を返すときも同じしぐさで、タクシール（ Taxir, 'your Majesty' ）とかクッルク（ Kulluk 'I am your slave' ）と言うのである。踊り子がバザールを通り歩くときでさえも、彼のことを知っているものは皆、立ち上がって胸の上に両手を置き、慇懃なあいさつをする。そして、クッルク！と叫ぶ。踊り子がもったいなくもどこかの店で立ち止まって休もうものなら、それはその店にとって非常な名誉だと思われる。
また、スカイラーは、踊り子が成長して踊りの仕事を続けることができなくなると、彼をひいきにしていた裕福なパトロンが、その後の仕事の面倒を見てやることがよくあると報告している。

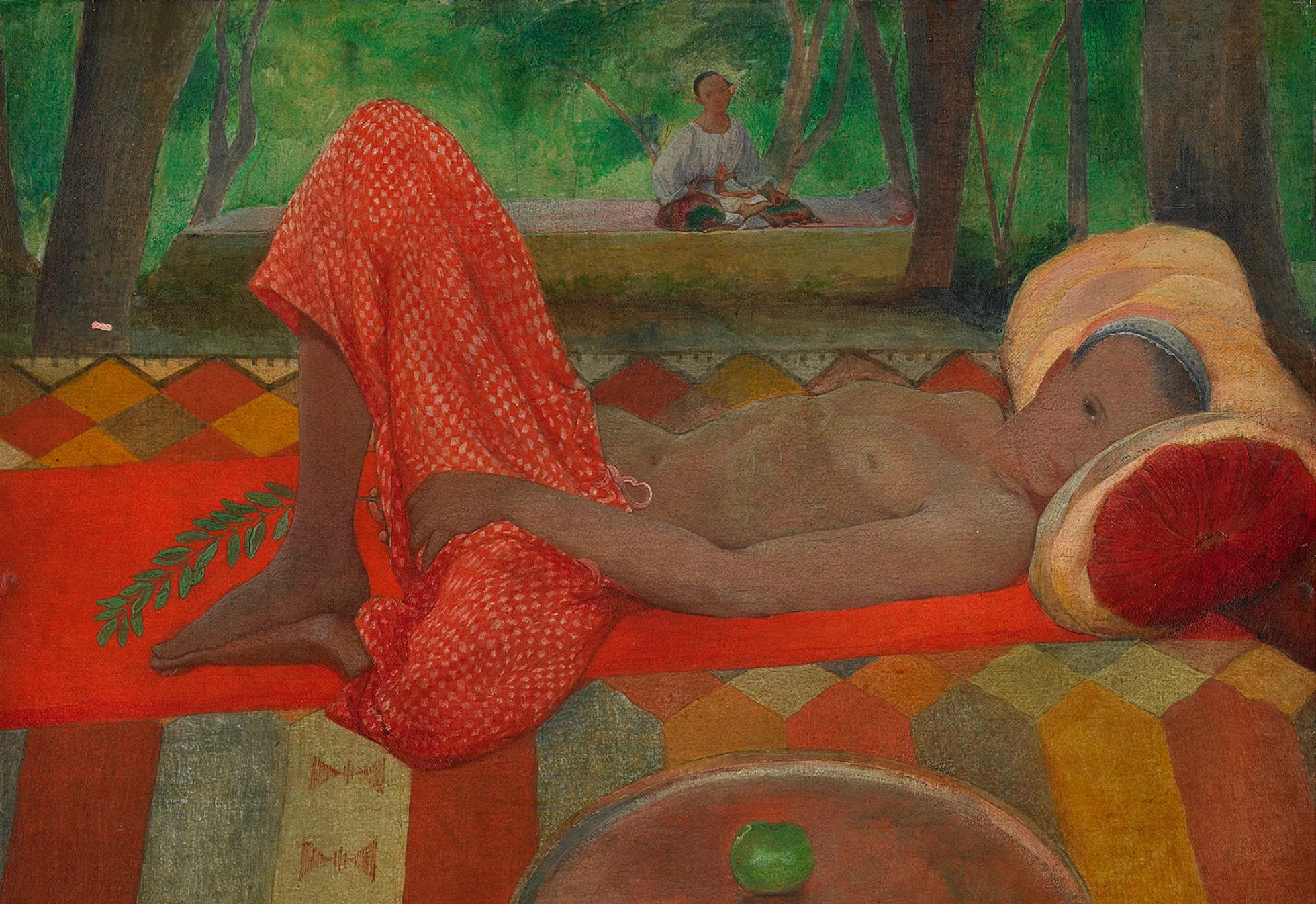
「少年――バッチャ」ダニイル・ステパノフ画。

1908年と1909年にこの地方を旅行した帝政ロシアの政治家コンスタンチン・コンスタンチノヴィチ・パーレン伯（パーレン家を参照）は、これらの踊りについて以下のように記述し、踊り子たちの写真撮影を申し込んだ。
クッションとラグが持ってこられた。我々がこれに優雅に寄り掛かれるようにだ。床には大きな絨毯が拡げられた。地元の人たちは水煙草をプカプカさせ、丁寧に我々にもすすめた。そこへヒヴァ人のバッチャたちが登場した。ステージの奥では、主に、双胴の縦笛（ネイ）、釜型太鼓（ナッカーラ）、半ダースの銀色の大きなラッパからなる楽隊が持ち場についた。我々のいる位置から反対側の扉が少し半開きになっていて、ハーレムへと続いている。我々はその扉の向こうから、ちらりちらりとこちらを見やる視線を感じた。囲われ女たちが、われわれをよく見ようとして、そしてこれから始まる演舞をじっくり見ようとして、そこに群がっているのだった。

興味深い、哀調を帯びた旋律が始まり、太鼓がリズムを取り始めると、四名のバッチャが絨毯の上で自分の位置についた。バッチャとは、ある一連の舞を踊れるように特別な訓練を受けた若者たちだ。彼らは裸足であり、女が着るような長い、明るい色で染めた絹のスモックを着ている。スモックの裾は膝下まで届く。また、細身のズボンをはいており、足首の部分をしっかりと巻いている。腕や手には、腕輪やブレスレットがきらめいている。髪の毛は肩の下まで長く伸ばしているが、頭の前の部分はきれいに剃っている。手足の爪は真紅に塗り、漆黒に塗った眉毛は左右をつなげている。舞踊は、官能的に体を折り曲げたり、リズミカルに歩調を合わせて行ったり来たりするものであり、手と腕を振るわせながら挙げる動きを伴うものだった。バレエが進むにつれ、踊り子の人数が増え、大きな円を描くようになった。音楽はさらにけたたましくなり、彼らを見つめる人々の眼は賛嘆の色で輝いている。音楽のテンポがどんどん速くなり始めると、バッチャたちは抑揚のないメロディの歌を甲高い声で歌い始めた。王子が、あれは愛と女性の美について歌っているのですよ、と教えてくれた。踊りがどんどん速くなり、彼らはついに床に沈み込んでしまった。それはあたかも、愛に魅了され疲れ切ってしまったかのようだった。彼らの舞踊は伝統的なものを踏襲したものだが、全体的なテーマはいつも同じものだ。
1909年、タシュケントで開催された中央アジア農業・工業・科学博覧会では、他の出し物に混じって二人のバッチャが舞を披露した。16歳のハッジ・バッチャと10歳のサイイド・バッチャというマルギラン・ウィエーズド出身の二人の少年により、このとき歌われた歌の歌詞を記録した何人かの地元の研究者は、大衆がこの舞踊にずっと興味を持ち続け、大いに笑っていると特筆している。また、このときサルト語（ウズベク語）で歌われた歌は、ロシア語の翻訳をつけて、出版された。
ターリバーン時代には、バッチャ・バーズィーが本質的に同性愛であると宣言され、そのゆえ禁止された。これは、この行為がシャリーアとは相容れないと考えられたからであって、1996年の権力掌握以降非合法となった。他の同性愛行為と同様に、死刑が適用された。

## メディアによる報道
バッチャ・バーズィー行為に関するドキュメンタリー映画、" The Dancing Boys of Afghanistan "は、アフガニスタンのジャーナリスト、ナジーブッラー・クライシーの作品である。2010年3月にイギリスで公開され、アメリカではその翌月に放映された。Nicholas Grahamというジャーナリストは、ハフィントン・ポストでこのドキュメンタリーを「魅惑的だが恐ろしくもある」と言って賞賛した。本作は2011年のアムネスティ・インターナショナル・イギリス支部メディア賞を受賞、テレビでも放映された。
問題は、かつてはアフガニスタン女性革命協会が報道したことがある。国際治安支援部隊はパトロール中にしばしば、年かさの男が幼い少年と手をつないで歩いているところとすれちがった。また、イギリスの兵士は、アフガニスタン人の若者が実際に「自分たちに触り、愛撫」しようとしたことに気づいたが、それが何を意味するか理解出来なかった。そのため、アメリカ国防総省はバッチャ・バーズィー行為に急いで対応する必要性を感じ、社会科学者のアンナマリア・カーディナッリに問題の調査を依頼した。
「君のためなら千回でも」（原題： The Kite Runner ）という小説、またその映画化作品でもバッチャ・バーズィー行為の描写がある。主人公の親戚が踊り子になることを強要される話である。
2010年12月には、アメリカの民間軍事会社、ダインコープ・インターナショナルから来た土建業者がアフガニスタン北部で、この種の稚児さん遊び行為に金を費やしていたことを、ウィキリークスが暴露した。アフガニスタン内務大臣ムハンマド・ハニーフ・アトマルは、これに対して、米軍が同社の訓練センターへの統制を行うことを要求した。しかし、米国大使館は、同社の建設中にそのようなことは法律的にあり得ないと主張した。
2011年3月、 BBCワールドサービスの"The Documentary" がバッチャ・バーズィー事案の増加に懸念を表明し、これが多くの人がターリバーン時代が終わった後に望む未来像と、いかにかけ離れているかと問いかけた。
2012年12月、アフガニスタン国境警察の司令官と「不適切な関係」を結んだ若者が、8人の国境警察官を殺害した。彼は8人の食事に薬物を混ぜ、2人の友人の助けを借りて8人を殺害した。その後、隣国のパキスタンに逃亡したという。
2013年に Vice Media, Inc. 製作のドキュメンタリー "This Is What Winning Looks Like" において、英国の独立映画製作者 Ben Anderson は、アフガニスタンのサンジーンの町の治安維持軍により、若い男性の組織的な誘拐、性奴隷化及び殺人が行われていることを示した。
2015年に The New York Times が報道するところによると、アフガニスタンで従軍中の米軍兵士は、上官から「レイプが戦争の道具として使われている場合」を除き、アフガニスタン治安軍（ Afghan security forces ）により児童性虐待が行われていても見なかったことにしろと指示されたという。 米軍兵士は邪魔をするなと指示されていた、それがたとえ、軍基地においてアフガニスタンの友軍が少年の虐待を行っている場合であっても。以上のことが聞き取り調査及び裁判記録によりわかったという。しかし、兵士らは次第に、米軍がターリバーンの敵対者だという理由だけでペドフィリアを野放しにし、さらに村々の警察署長として据え置き、彼らが児童虐待をしてもほとんど何もしないことにうんざりするようになった。元米軍大尉 Dan Quinn は、アフガニスタンの士官に暴行される少年の叫び声に悩まされるようになり、ついに手出しをして加害士官をぶちのめした。その喧嘩ののち軍は大尉の任を解き、アフガニスタンから引き戻した。元大尉はこれを機に軍を辞めた。